# خطابات الملاذ الأخير

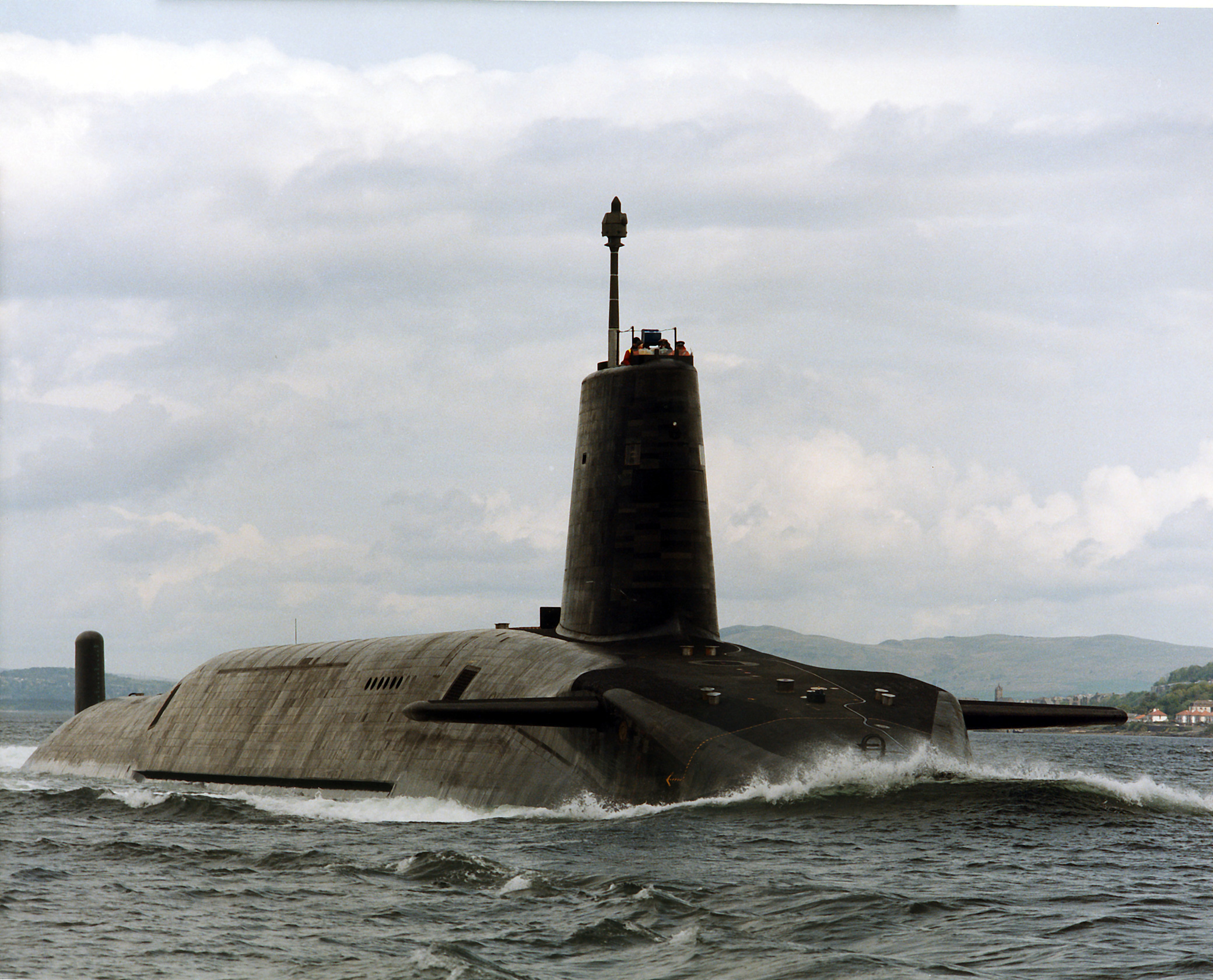
غواصة بريطانية نووية

خطابات الملاذ الأخير هي أربع رسائل مكتوبة بخط اليد مصادق عليها من قبل رئيس وزراء المملكة المتحدة لضباط القيادة في غواصات الصواريخ الباليستية البريطانية الأربعة. تحتوي على أوامر بشأن الإجراء الذي يجب اتخاذه في حال قيام العدو بضربة نووية ضد الحكومة البريطانية وقضت أو عجزت الحكومة البريطانية وتحديدا كلا من رئيس الوزراء و «الشخص الثاني» (عادة عضو كبير في الحكومة). في حالة تنفيذ الأوامر يمكن أن يكون الإجراء المتخذ هو العمل الرسمي الأخير لحكومة صاحب الجلالة.
تُخزن الرسائل داخل خزانتين متداخلتين في غرفة التحكم لكل غواصة وتُدمَّر الرسائل دون فتحها بعد أن يترك رئيس الوزراء منصبه لذلك يبقى محتواها معروفًا فقط لرئيس الوزراء الذي أصدرها.

## الخيارات
بينما تعد محتويات الرسائل سرية، فوفقًا لفيلم وثائقي أصدرته هيئة الإذاعة البريطانية في ديسمبر 2008 تحت عنوان «الزر البشري»، توجد أربعة خيارات تعطى لرئيس الوزراء ليضمنها في رسائله. يمكن لرئيس الوزراء إصدار تعليمات لقادة الغواصات بإحدى الخيارات التالية:
1. الرد بالأسلحة النووية.
2. عدم الرد.
3. الاحتكام لرأيه الخاص. (رأي قائد الغواصة)
4. وضع الغواصة تحت قيادة بلد حليف، إذا كان ذلك ممكنًا. ذكر الفيلم الوثائقي أستراليا والولايات المتحدة.

ذكرت الجارديان في 2016 أن الخيارات هي: "ضع نفسك تحت قيادة الولايات المتحدة، إذا كانت لا تزال موجودة"، اذهب إلى استراليا، رد الهجوم، "استخدم تقديرك الشخصي". ويظل الخيار الفعلي لرئيس الوزراء معروفًا فقط لكاتب الخطابات.

## في الخيال
تتناول مسرحية ديفيد جريج الصادرة في 2012، والمسماة خطابات الملاذ الأخير، تبعات وتناقضات هذه الخطابات. عُرضت المسرحية أول مرة في فبراير 2012 ضمن مجموعة من المسرحيات عن «القنبلة» في مسرح ترايسايكل في لندن، وأخرجها نيكولاس كينت، ولعبت بليندا لانج دور رئيسة الوزراء القادمة وسيمون تشاندلر دور مستشارها. عُرضت المسرحية في مسرح ترافيرس في إدنبره في العام نفسه. في العام التالي بُثت المسرحية على راديو بي بي سي 4، بنفس طاقم التمثيل، في 1 يونيو.
في المسلسل التلفزيوني الدرامي اللعبة (2014) يحاول عملاء مفوضية أمن الدولة السوفيتية الحصول على خطابات الملاذ الأخير.